# Anna Maria Nilsson
Anna Maria Nilsson, född 13 maj 1983 i Östersund, är en svensk före detta skidskytt som var aktiv 2000–2012. Hon är syster till skidskytten Mattias Nilsson. Hon är sedan 2012 och till och med 2014, tillsammans med Fredrik Uusitalo, förbundskapten för längdåkarna med funktionsnedsättning.
Nilsson har tävlat i skidskytte sedan 2000 och deltog i junior-VM 2002, 2003 och 2004.
I världscupen har hon tävlat sedan säsongen 2006/2007. Hennes bästa resultat individuellt är en andraplats i distans den 1 december 2011 i säsongspremiären i Östersund. Tidigare hade hon två sjätteplatser, i distans respektive sprint, i Pokljuka 2007.
Hon vann stafetten i Oberhof den 6 januari 2011 tillsammans med Jenny Jonsson, Anna Carin Zidek och Helena Ekholm.
Hennes tränare från och med augusti 2011 var Marko Laaksonen. Tidigare tränare var Wolfgang Pichler.
Säsongen 2011/2012 blev Nilssons sista.

## Världscupssegrar

### Stafett
| Datum           | Plats      | Land     | Disciplin |
| --------------- | ---------- | -------- | --------- |
| 15 januari 2010 | Ruhpolding | Tyskland | Stafett   |
| 6 januari 2011  | Oberhof    | Tyskland | Stafett   |